# Alfabetul etrusc
Alfabetul etrusc sau scrierea italică veche este un termen care se referă la un sistem de alfabete dispărute deja, care fusese utilizate pe Peninsula Italică în vremurile antice pentru diferite limbi indo-europene (predominant cele italice) și cele non-indo-europene (ex. Limba etruscă). Alfabetele derivă de la niște variante ale alfabetelor grecești, utilizate la Ischia și Cumae în Golful Napoli în cel de-al optulea secol, înainte de Hristos.
Mai multe limbi indo-europene care aparțineau aceleași familii, a limbilor italice (falisca, membri a grupului limbilor sabelle, inclusiv osca, umbriana și limbi aparținând altor subgrupuri ale limbilor indo-europene, precum limbile galică, venetică și mesapică) au utilizat acest alfabet. 
Scrierea runică, specifică limbilor germanice a fost derivată din unul din aceste alfabete până la sfârșitul secolului al II-lea î.Hr.

## Galerie de imagini

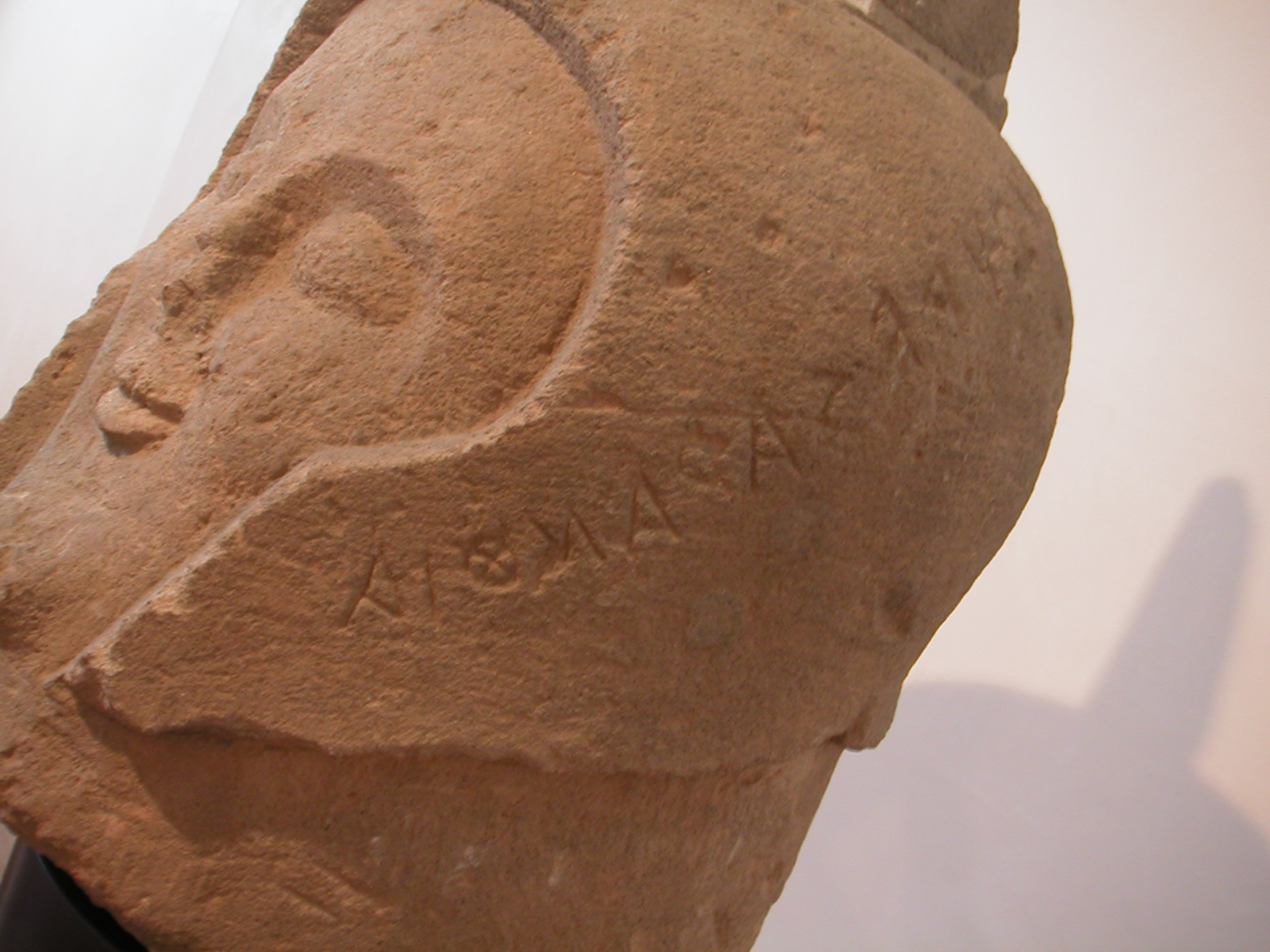
Scriere etruscă pe columna funerară a unui războinic.
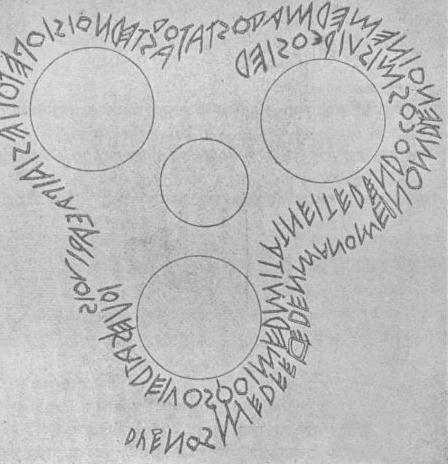
Inscripția Duenos, care datează din secolul al VIIl-VIn-lea.